# Védrines-Saint-Loup
Pour les articles homonymes, voir Védrines et Saint-Loup.
Védrines-Saint-Loup est une commune française située dans le département du Cantal, en région Auvergne-Rhône-Alpes.

## Géographie

### Hydrographie
La Cronce, l'Arcueil qui y prend sa source, le ruisseau de Viadeyres, le ruisseau de Madone parcourent la commune.

### Communes limitrophes
Les communes limitrophes sont Clavières, Montchamp, Ruynes-en-Margeride, Soulages, Vabres et Chastel.
|           | Soulages            |                     |
| Montchamp | Védrines-Saint-Loup | Chastel Haute-Loire |
| Vabres    | Ruynes-en-Margeride | Clavières           |

### Climat
Pour des articles plus généraux, voir Climat d'Auvergne-Rhône-Alpes et Climat du Cantal.
En 2010, le climat de la commune est de type climat océanique altéré, selon une étude du CNRS s'appuyant sur une série de données couvrant la période 1971-2000. En 2020, Météo-France publie une typologie des climats de la France métropolitaine dans laquelle la commune est exposée à un climat de montagne ou de marges de montagne et est dans une zone de transition entre les régions climatiques « Nord-est du Massif Central  » et « Sud-est du Massif Central ». 
Pour la période 1971-2000, la température annuelle moyenne est de 7,7 °C, avec une amplitude thermique annuelle de 15 °C. Le cumul annuel moyen de précipitations est de 826 mm, avec 9,6 jours de précipitations en janvier et 6,1 jours en juillet. Pour la période 1991-2020, la température moyenne annuelle observée sur la station météorologique de Météo-France la plus proche, « St- Poncy_sapc »sur la commune de Saint-Poncy à 13 km à vol d'oiseau, est de 9,4 °C et le cumul annuel moyen de précipitations est de 741,8 mm,. Pour l'avenir, les paramètres climatiques de la commune estimés pour 2050 selon différents scénarios d'émission de gaz à effet de serre sont consultables sur un site dédié publié par Météo-France en novembre 2022.

## Urbanisme

### Typologie
Au 1er janvier 2024, Védrines-Saint-Loup est catégorisée commune rurale à habitat dispersé, selon la nouvelle grille communale de densité à 7 niveaux définie par l'Insee en 2022.
Elle est située hors unité urbaine. Par ailleurs la commune fait partie de l'aire d'attraction de Saint-Flour, dont elle est une commune de la couronne,. Cette aire, qui regroupe 36 communes, est catégorisée dans les aires de moins de 50 000 habitants,.

### Occupation des sols
L'occupation des sols de la commune, telle qu'elle ressort de la base de données européenne d’occupation biophysique des sols Corine Land Cover (CLC), est marquée par l'importance des forêts et milieux semi-naturels (68,7 % en 2018), une proportion sensiblement équivalente à celle de 1990 (69,5 %). La répartition détaillée en 2018 est la suivante : 
forêts (67,4 %), zones agricoles hétérogènes (18,8 %), prairies (12,4 %), milieux à végétation arbustive et/ou herbacée (1,3 %). L'évolution de l’occupation des sols de la commune et de ses infrastructures peut être observée sur les différentes représentations cartographiques du territoire : la carte de Cassini (XVIIIe siècle), la carte d'état-major (1820-1866) et les cartes ou photos aériennes de l'IGN pour la période actuelle (1950 à aujourd'hui).

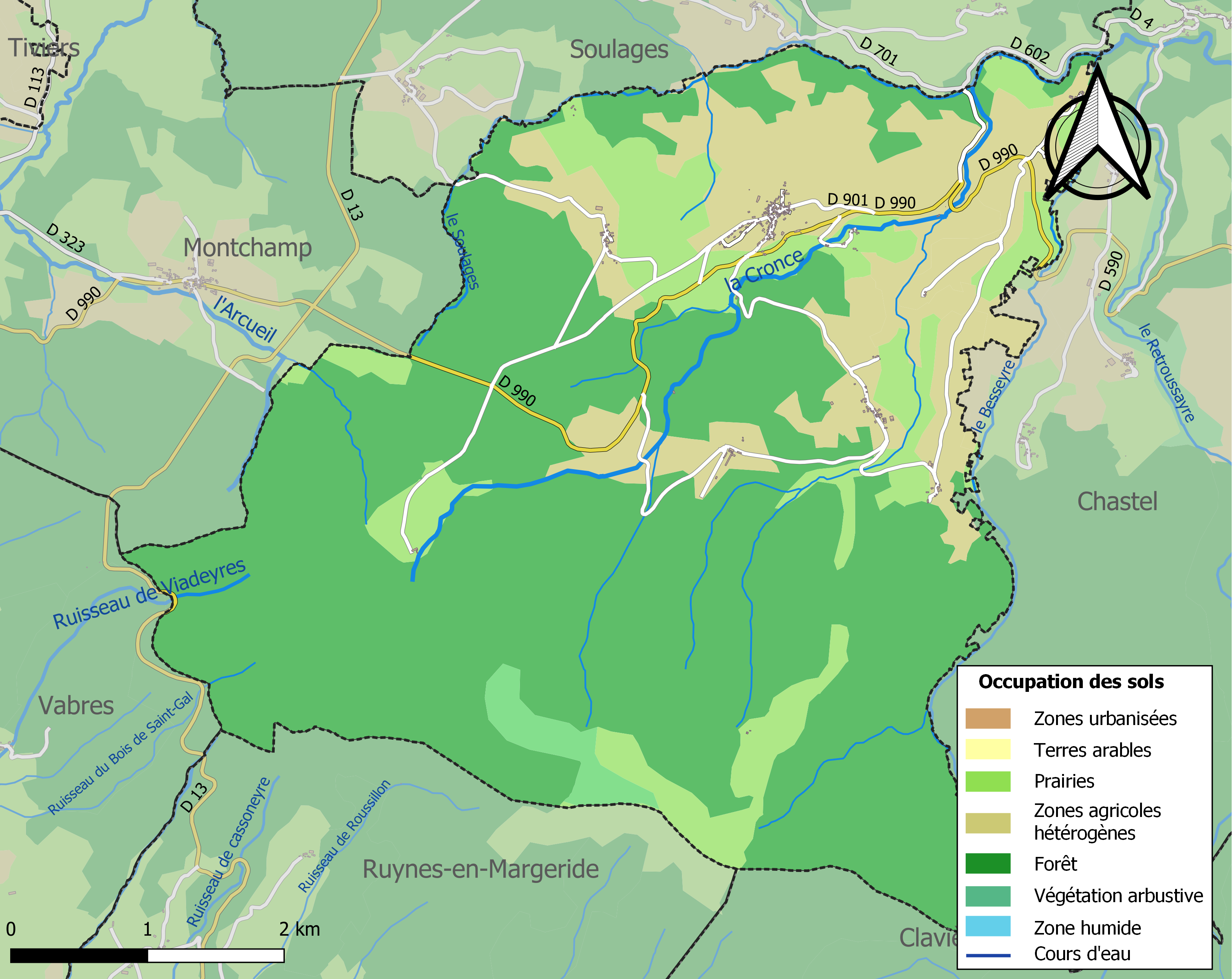
Carte des infrastructures et de l'occupation des sols de la commune en 2018 (CLC).

### Habitat et logement
En 2018, le nombre total de logements dans la commune était de 150, alors qu'il était de 145 en 2013 et de 139 en 2008.
Parmi ces logements, 45,6 % étaient des résidences principales, 42,2 % des résidences secondaires et 12,2 % des logements vacants. Ces logements étaient pour 91,9 % d'entre eux des maisons individuelles et pour 8,1 % des appartements.
Le tableau ci-dessous présente la typologie des logements à Védrines-Saint-Loup en 2018 en comparaison avec celle du Cantal et de la France entière. Une caractéristique marquante du parc de logements est ainsi une proportion de résidences secondaires et logements occasionnels (42,2 %) supérieure à celle du département (20,4 %) et à celle de la France entière (9,7 %). Concernant le statut d'occupation de ces logements, 79,4 % des habitants de la commune sont propriétaires de leur logement (82,4 % en 2013), contre 70,4 % pour le Cantal et 57,5 pour la France entière.
| Typologie                                               | Védrines-Saint-Loup | Cantal | France entière |
| ------------------------------------------------------- | ------------------- | ------ | -------------- |
| Résidences principales (en %)                           | 45,6                | 67,7   | 82,1           |
| Résidences secondaires et logements occasionnels (en %) | 42,2                | 20,4   | 9,7            |
| Logements vacants (en %)                                | 12,2                | 11,9   | 8,2            |

## Toponymie
Vedrinae (1224), Vedrine (1393).
Ce toponyme signifie « bêtes de somme », vraisemblablement pour désigner les écuries où l'on logeait des chevaux, des ânes et des mulets dans un relais routier,.

## Histoire

### La Verrerie royale de la Margeride
Si l'activité verrière est attestée, par intermittence, dès la fin du XVe siècle, la Manufacture royale de la Margeride ne fut cependant créée par lettres patentes que le 28 novembre 1769, sur un site situé à quelques kilomètres du bourg. Sa production consistait en gobeleterie et vitrage, ainsi qu'en bouteilles en verre foncé.
Elle fonctionna de fin 1769 jusqu'à une première mise en sommeil courant 1774. Remise en route à l'automne 1777, la Révolution française la réquisitionna en août 1792 pour fabriquer du salpêtre pour sa guerre avec l'Autriche. L'activité verrière reprit au début de 1799 jusqu'à son arrêt définitif au début de 1810.
Le site de la verrerie est occupé par une exploitation agricole et les bâtiments anciens de la verrerie ont disparu.
Plusieurs études ont été publiées :
- Tristan Busser : La Verrerie royale de Védrines-Saint-Loup, in Revue de Haute Auvergne 1999, pages 478 à 506 (aspect historique et la production de cette verrerie) ;
- Lionel Teissèdre et alter, La Margeride - une manufacture royale du verre au 18e siècle, Collection Images du Patrimoine - Inventaire général des monuments et richesses artistiques de la France - 48 pages - juillet 2001 ;
- Albert Spaeth, La Verrerie royale de la Margeride à Védrines-Saint-Loup Des verriers (lorrains et d'ailleurs) dans le Cantal aux 18e et 19e siècles, édition Genverre, 2008, 50 pages (relevés des personnes travaillant à la verrerie à travers les actes des Registres paroissiaux et d'état civil).

## Politique et administration
| Période                                  | Période                    | Identité         | Étiquette | Qualité       |
| ---------------------------------------- | -------------------------- | ---------------- | --------- | ------------- |
| Les données manquantes sont à compléter. |                            |                  |           |               |
| mars 2001                                | mars 2008                  | Gérard Collange  |           |               |
| mars 2008                                | mars 2014                  | Hubert Vicard    |           |               |
| mars 2014                                | En cours (au 17 août 2014) | Jean-Marc Boudou | DVD       | Fonctionnaire |

## Démographie
L'évolution du nombre d'habitants est connue à travers les recensements de la population effectués dans la commune depuis 1793. Pour les communes de moins de 10 000 habitants, une enquête de recensement portant sur toute la population est réalisée tous les cinq ans, les populations de référence des années intermédiaires étant quant à elles estimées par interpolation ou extrapolation. Pour la commune, le premier recensement exhaustif entrant dans le cadre du nouveau dispositif a été réalisé en 2006.

En 2022, la commune comptait 120 habitants, en évolution de −13,67 % par rapport à 2016 (Cantal : −1,08 %, France hors Mayotte : +2,11 %).
| 1793 | 1800 | 1806 | 1821 | 1831 | 1836 | 1841 | 1846 | 1851 |
| ---- | ---- | ---- | ---- | ---- | ---- | ---- | ---- | ---- |
| 656  | 580  | 733  | 639  | 648  | 750  | 751  | 771  | 740  |

| 1856 | 1861 | 1866 | 1872 | 1876 | 1881 | 1886 | 1891 | 1896 |
| ---- | ---- | ---- | ---- | ---- | ---- | ---- | ---- | ---- |
| 812  | 626  | 598  | 676  | 626  | 559  | 554  | 481  | 516  |

| 1901 | 1906 | 1911 | 1921 | 1926 | 1931 | 1936 | 1946 | 1954 |
| ---- | ---- | ---- | ---- | ---- | ---- | ---- | ---- | ---- |
| 508  | 536  | 538  | 531  | 510  | 508  | 510  | 347  | 329  |

| 1962 | 1968 | 1975 | 1982 | 1990 | 1999 | 2006 | 2011 | 2016 |
| ---- | ---- | ---- | ---- | ---- | ---- | ---- | ---- | ---- |
| 318  | 305  | 238  | 217  | 184  | 162  | 150  | 141  | 139  |

| 2021 | 2022 | - | - | - | - | - | - | - |
| ---- | ---- | - | - | - | - | - | - | - |
| 127  | 120  | - | - | - | - | - | - | - |

## Culture locale et patrimoine

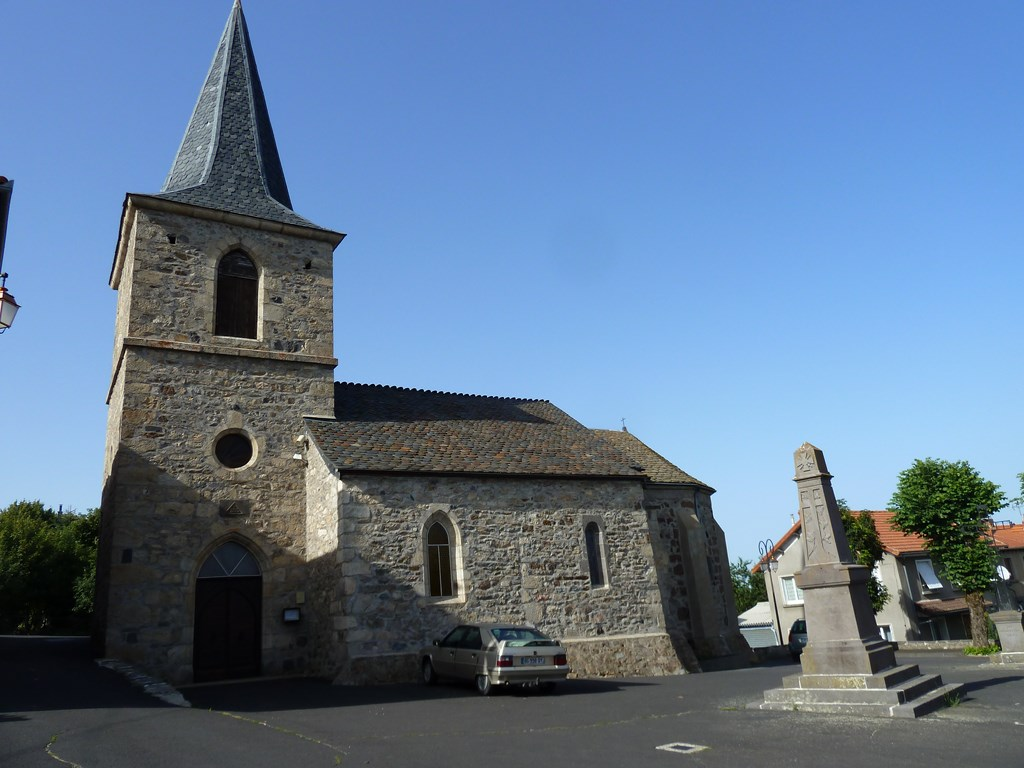
L'église en 2012.

### Lieux et monuments
- L'église Saint-Loup dont le clocher date de 1845.
- La côte de Védrines-Saint-Loup a été la dernière difficulté (3e catégorie) de la 12e étape du Tour de France 1999 entre Saint-Galmier et Saint-Flour.
- Étang de Védrines Saint-Loup[18].
- Grand Étang du Boutier.

Massif de la Margeride :
- Signal de Margeride 1 381 m
- Puech du Gay 1 371 m
- Col du Signal 1 360 m

### Personnalités liées à la commune
- Paul Bosc d'Antic contribua à développer l'activité verrière au XVIIIe siècle.